# Wahlkreis Arezzo (Camera dei deputati)
Der Wahlkreis Arezzo war von 1993 bis 2005 und ist seit 2017 wieder ein Wahlkreis (italienisch collegio elettorale) für die Wahl der Abgeordnetenkammer.

## Von 1993 bis 2005

### Wahlkreisgebiet
| Wahlkreise – Camera dei deputati – Toskana | Wahlkreise – Camera dei deputati – Toskana | Wahlkreise – Camera dei deputati – Toskana |
| Provinz                                    | Provinz                                    | Gemeinden nach Provinzen ⮞ Wahlkreis |
| ------------------------------------------ | ------------------------------------------ | --- |
|                                            | Provinz Arezzo (39 Gemeinden)              | 11 ⮞ Wahlkreis Arezzo 21 ⮞ Wahlkreis Montevarchi 7 ⮞ Wahlkreis Cortona |
|                                            | Provinz Florenz (44 Gemeinden)             | Teil von Florenz ⮞ Wahlkreis Florenz 1 Teil von Florenz ⮞ Wahlkreis Florenz 2 Teil von Florenz ⮞ Wahlkreis Florenz 3 14 + Teil von Florenz ⮞ Wahlkreis Florenz – Pontassieve 10 ⮞ Wahlkreis Bagno a Ripoli 8 ⮞ Wahlkreis Empoli 6 ⮞ Wahlkreis Scandicci 5 ⮞ Wahlkreis Sesto Fiorentino |
|                                            | Provinz Grosseto (28 Gemeinden)            | 10 ⮞ Wahlkreis Grosseto 17 ⮞ Wahlkreis Massa Marittima 1 ⮞ Wahlkreis Piombino |
|                                            | Provinz Livorno (20 Gemeinden)             | 1 + Teil von Livorno ⮞ Wahlkreis Livorno – Collesalvetti 2 + Teil von Livorno ⮞ Wahlkreis Livorno – Rosignano Marittimo 16 ⮞ Wahlkreis Piombino |
|                                            | Provinz Lucca (35 Gemeinden)               | 3 ⮞ Wahlkreis Lucca 26 ⮞ Wahlkreis Capannori 4 ⮞ Wahlkreis Viareggio 2 ⮞ Wahlkreis Massa |
|                                            | Provinz Massa-Carrara (17 Gemeinden)       | 2 ⮞ Wahlkreis Massa 15 ⮞ Wahlkreis Carrara |
|                                            | Provinz Pisa (39 Gemeinden)                | 3 ⮞ Wahlkreis Pisa 10 ⮞ Wahlkreis Cascina 25 ⮞ Wahlkreis Pontedera 1 ⮞ Wahlkreis Viareggio |
|                                            | Provinz Pistoia (22 Gemeinden)             | 8 ⮞ Wahlkreis Pistoia 12 ⮞ Wahlkreis Montecatini Terme 2 ⮞ Wahlkreis Prato – Montemurlo |
|                                            | Provinz Prato (7 Gemeinden)                | 2 + Teil von Prato ⮞ Wahlkreis Prato – Carmignano 4 + Teil von Prato ⮞ Wahlkreis Prato – Montemurlo |
|                                            | Provinz Siena (36 Gemeinden)               | 11 ⮞ Wahlkreis Siena 11 ⮞ Wahlkreis Cortona 14 ⮞ Wahlkreis Massa Marittima |

Der Wahlkreis umfasste 11 Gemeinden: Anghiari, Arezzo, Badia Tedalda, Capolona, Caprese Michelangelo, Castiglion Fibocchi, Monterchi, Pieve Santo Stefano, Sansepolcro, Sestino und Subbiano.

### Wahlergebnisse

#### Parlamentswahl 1994

##### Direktstimmen
| Kandidaten               | Kandidaten             | Parteien                                 | Stimmen | %    |
| ------------------------ | ---------------------- | ---------------------------------------- | ------- | ---- |
|                          | Vasco Giannottigewählt | Progressisti                             | 40.844  | 42,0 |
|                          | Gianni Cantaloni       | Polo delle Libertà (FI – LN – CCD – UdC) | 21.904  | 22,5 |
|                          | Albano Bragagni        | Patto per l’Italia                       | 17.583  | 18,1 |
|                          | Gherardo Grandi        | Alleanza Nazionale                       | 13.074  | 13,5 |
|                          | Luigi Armandi          | Lista Marco Pannella – Riformatori       | 3.783   | 3,9  |
| Gesamt                   | Gesamt                 | Gesamt                                   | 97.188  | 100  |
|                          |                        |                                          |         |      |
| Ungültige Stimmen        | Ungültige Stimmen      | Ungültige Stimmen                        | 6.663   | 6,4  |
| Wähler                   | Wähler                 | Wähler                                   | 103.851 | 91,4 |
| Wahlberechtigte          | Wahlberechtigte        | Wahlberechtigte                          | 113.596 |      |
|                          |                        |                                          |         |      |
| Quelle: Innenministerium |                        |                                          |         |      |

##### Listenstimmen
| Parteien                             | Parteien                        | Parteien                           | Stimmen | %    |
| ------------------------------------ | ------------------------------- | ---------------------------------- | ------- | ---- |
|                                      | Progressisti                    | Partito Democratico della Sinistra | 29.920  | 29,6 |
| Partito della Rifondazione Comunista | Progressisti                    | 9.406                              | 9,3     |      |
| Partito Socialista Italiano          | Progressisti                    | 2.757                              | 2,7     |      |
| Federazione dei Verdi                | Progressisti                    | 2.069                              | 2,0     |      |
| Alleanza Democratica                 | Progressisti                    | 1.118                              | 1,1     |      |
| La Rete                              | Progressisti                    | 957                                | 0,9     |      |
| ↳ Gesamt                             | Progressisti                    | 46.227                             | 45,8    |      |
|                                      | Polo delle Libertà              | Forza Italia                       | 18.487  | 18,3 |
| Lega Nord                            | Polo delle Libertà              | 1.666                              | 1,7     |      |
| ↳ Gesamt                             | Polo delle Libertà              | 20.153                             | 20,0    |      |
|                                      | Patto per l’Italia              | Partito Popolare Italiano          | 8.481   | 8,4  |
| Patto Segni                          | Patto per l’Italia              | 7.758                              | 7,7     |      |
| ↳ Gesamt                             | Patto per l’Italia              | 16.239                             | 16,1    |      |
|                                      | Alleanza Nazionale              | Alleanza Nazionale                 | 13.574  | 13,4 |
|                                      | Lista Marco Pannella            | Lista Marco Pannella               | 4.234   | 4,2  |
|                                      | Socialdemocrazia per le Libertà | Socialdemocrazia per le Libertà    | 380     | 0,4  |
|                                      | Insieme per lo Sviluppo         | Insieme per lo Sviluppo            | 133     | 0,1  |
| Gesamt                               | Gesamt                          | Gesamt                             | 100.940 | 100  |
|                                      |                                 |                                    |         |      |
| Ungültige Stimmen                    | Ungültige Stimmen               | Ungültige Stimmen                  | 4.408   | 4,2  |
| Wähler                               | Wähler                          | Wähler                             | 105.348 | 92,7 |
| Wahlberechtigte                      | Wahlberechtigte                 | Wahlberechtigte                    | 113.596 |      |
|                                      |                                 |                                    |         |      |
| Quelle: Innenministerium             |                                 |                                    |         |      |

#### Parlamentswahl 1996

##### Direktstimmen
| Kandidaten               | Kandidaten             | Parteien            | Stimmen | %    |
| ------------------------ | ---------------------- | ------------------- | ------- | ---- |
|                          | Vasco Giannottigewählt | L’Ulivo             | 51.442  | 54,2 |
|                          | Alessandro Barciulli   | Polo per le Libertà | 38.295  | 40,3 |
|                          | Maurizio Carlo Canosci | Fiamma Tricolore    | 2.993   | 3,2  |
|                          | Licio Pasquini         | Lega Nord           | 2.239   | 2,4  |
| Gesamt                   | Gesamt                 | Gesamt              | 94.969  | 100  |
|                          |                        |                     |         |      |
| Ungültige Stimmen        | Ungültige Stimmen      | Ungültige Stimmen   | 6.721   | 6,6  |
| Wähler                   | Wähler                 | Wähler              | 101.690 | 89,3 |
| Wahlberechtigte          | Wahlberechtigte        | Wahlberechtigte     | 113.886 |      |
|                          |                        |                     |         |      |
| Quelle: Innenministerium |                        |                     |         |      |

##### Listenstimmen
| Parteien                                          | Parteien                             | Parteien                             | Stimmen | %    |
| ------------------------------------------------- | ------------------------------------ | ------------------------------------ | ------- | ---- |
|                                                   | L’Ulivo                              | Partito Democratico della Sinistra   | 28.580  | 29,5 |
| Popolari per Prodi (PPI – SVP – PRI – UD – Prodi) | L’Ulivo                              | 5.538                                | 5,7     |      |
| Rinnovamento Italiano                             | L’Ulivo                              | 3.990                                | 4,1     |      |
| Federazione dei Verdi                             | L’Ulivo                              | 1.818                                | 1,9     |      |
| ↳ Gesamt                                          | L’Ulivo                              | 39.926                               | 41,2    |      |
|                                                   | Polo per le Libertà                  | Alleanza Nazionale                   | 17.619  | 18,2 |
| Forza Italia                                      | Polo per le Libertà                  | 15.700                               | 16,2    |      |
| CCD – CDU                                         | Polo per le Libertà                  | 5.849                                | 6,0     |      |
| ↳ Gesamt                                          | Polo per le Libertà                  | 39.168                               | 40,4    |      |
|                                                   | Partito della Rifondazione Comunista | Partito della Rifondazione Comunista | 11.801  | 12,2 |
|                                                   | Lista Pannella – Sgarbi              | Lista Pannella – Sgarbi              | 2.286   | 2,4  |
|                                                   | Lega Nord                            | Lega Nord                            | 1.490   | 1,5  |
|                                                   | Fiamma Tricolore                     | Fiamma Tricolore                     | 927     | 1,0  |
|                                                   | Partito Socialista                   | Partito Socialista                   | 868     | 0,9  |
|                                                   | Movimento Autonomista Toscano        | Movimento Autonomista Toscano        | 278     | 0,3  |
|                                                   | Mani Pulite                          | Mani Pulite                          | 149     | 0,2  |
|                                                   | Partito Umanista                     | Partito Umanista                     | 53      | 0,1  |
| Gesamt                                            | Gesamt                               | Gesamt                               | 96.946  | 100  |
|                                                   |                                      |                                      |         |      |
| Ungültige Stimmen                                 | Ungültige Stimmen                    | Ungültige Stimmen                    | 4.746   | 4,7  |
| Wähler                                            | Wähler                               | Wähler                               | 101.692 | 89,3 |
| Wahlberechtigte                                   | Wahlberechtigte                      | Wahlberechtigte                      | 113.886 |      |
|                                                   |                                      |                                      |         |      |
| Quelle: Innenministerium                          |                                      |                                      |         |      |

#### Parlamentswahl 2001

##### Direktstimmen
| Kandidaten               | Kandidaten              | Parteien           | Stimmen | %    |
| ------------------------ | ----------------------- | ------------------ | ------- | ---- |
|                          | Giuseppe Fanfanigewählt | L’Ulivo            | 49.794  | 52,4 |
|                          | Maurizio Bianconi       | Casa delle Libertà | 39.625  | 41,7 |
|                          | Eugenio Mascagni        | Lista Emma Bonino  | 1.919   | 2,0  |
|                          | Romolo Vanni            | Lista Di Pietro    | 1.835   | 1,9  |
|                          | Massimo Tenti           | Democrazia Europea | 1.794   | 1,9  |
| Gesamt                   | Gesamt                  | Gesamt             | 94.967  | 100  |
|                          |                         |                    |         |      |
| Ungültige Stimmen        | Ungültige Stimmen       | Ungültige Stimmen  | 4.662   | 4,7  |
| Wähler                   | Wähler                  | Wähler             | 99.629  | 87,2 |
| Wahlberechtigte          | Wahlberechtigte         | Wahlberechtigte    | 114.190 |      |
|                          |                         |                    |         |      |
| Quelle: Innenministerium |                         |                    |         |      |

##### Listenstimmen
| Parteien                               | Parteien                             | Parteien                             | Stimmen | %    |
| -------------------------------------- | ------------------------------------ | ------------------------------------ | ------- | ---- |
|                                        | Casa delle Libertà                   | Forza Italia                         | 23.326  | 24,6 |
| Alleanza Nazionale                     | Casa delle Libertà                   | 15.193                               | 16,0    |      |
| CCD – CDU                              | Casa delle Libertà                   | 2.172                                | 2,3     |      |
| Nuovo PSI                              | Casa delle Libertà                   | 1.067                                | 1,1     |      |
| Lega Nord                              | Casa delle Libertà                   | 540                                  | 0,6     |      |
| ↳ Gesamt                               | Casa delle Libertà                   | 42.298                               | 44,7    |      |
|                                        | L’Ulivo                              | Democratici di Sinistra              | 23.732  | 25,1 |
| La Margherita (Dem – PPI – RI – Udeur) | L’Ulivo                              | 12.726                               | 13,4    |      |
| Il Girasole (FdV – SDI)                | L’Ulivo                              | 2.359                                | 2,5     |      |
| Partito dei Comunisti Italiani         | L’Ulivo                              | 2.081                                | 2,2     |      |
| ↳ Gesamt                               | L’Ulivo                              | 40.898                               | 43,2    |      |
|                                        | Partito della Rifondazione Comunista | Partito della Rifondazione Comunista | 6.095   | 6,4  |
|                                        | Lista Di Pietro                      | Lista Di Pietro                      | 2.077   | 2,2  |
|                                        | Lista Emma Bonino                    | Lista Emma Bonino                    | 2.014   | 2,1  |
|                                        | Democrazia Europea                   | Democrazia Europea                   | 1.071   | 1,1  |
|                                        | Comunismo                            | Comunismo                            | 179     | 0,2  |
|                                        | Abolizione Scorporo                  | Abolizione Scorporo                  | 70      | 0,1  |
| Gesamt                                 | Gesamt                               | Gesamt                               | 94.702  | 100  |
|                                        |                                      |                                      |         |      |
| Ungültige Stimmen                      | Ungültige Stimmen                    | Ungültige Stimmen                    | 4.930   | 4,9  |
| Wähler                                 | Wähler                               | Wähler                               | 99.632  | 87,3 |
| Wahlberechtigte                        | Wahlberechtigte                      | Wahlberechtigte                      | 114.190 |      |
|                                        |                                      |                                      |         |      |
| Quelle: Innenministerium               |                                      |                                      |         |      |

## Von 2017 bis 2020

### Wahlkreisgebiet
| Wahlkreise – Camera dei deputati – Toskana | Wahlkreise – Camera dei deputati – Toskana | Wahlkreise – Camera dei deputati – Toskana |
| Provinz                                    | Provinz                                    | Gemeinden nach Provinzen ⮞ Wahlkreis |
| ------------------------------------------ | ------------------------------------------ | --- |
|                                            | Metropolitanstadt Florenz (42 Gemeinden)   | Teil von Florenz ⮞ Wahlkreis Florenz – Novoli – Peretola Teil von Florenz ⮞ Wahlkreis Florenz – Scandicci 15 ⮞ Wahlkreis Empoli 19 ⮞ Wahlkreis Sesto Fiorentino 3 ⮞ Wahlkreis Poggibonsi |
|                                            | Provinz Arezzo (37 Gemeinden)              | 30 ⮞ Wahlkreis Arezzo 5 ⮞ Wahlkreis Siena 2 ⮞ Wahlkreis Sesto Fiorentino |
|                                            | Provinz Grosseto (28 Gemeinden)            | alle ⮞ Wahlkreis Grosseto |
|                                            | Provinz Livorno (20 Gemeinden)             | 11 ⮞ Wahlkreis Livorno 9 ⮞ Wahlkreis Grosseto |
|                                            | Provinz Lucca (33 Gemeinden)               | 26 ⮞ Wahlkreis Lucca 5 ⮞ Wahlkreis Massa 2 ⮞ Wahlkreis Pistoia |
|                                            | Provinz Massa-Carrara (17 Gemeinden)       | alle ⮞ Wahlkreis Massa |
|                                            | Provinz Pisa (37 Gemeinden)                | 12 ⮞ Wahlkreis Pisa 25 ⮞ Wahlkreis Poggibonsi |
|                                            | Provinz Pistoia (20 Gemeinden)             | 17 ⮞ Wahlkreis Pistoia 2 ⮞ Wahlkreis Prato 1 ⮞ Wahlkreis Empoli |
|                                            | Provinz Prato (7 Gemeinden)                | alle ⮞ Wahlkreis Prato |
|                                            | Provinz Siena (35 Gemeinden)               | 30 ⮞ Wahlkreis Siena 5 ⮞ Wahlkreis Poggibonsi |

Der Wahlkreis umfasste 30 Gemeinden der Provinz Arezzo (Anghiari, Arezzo, Badia Tedalda, Bibbiena, Bucine, Capolona, Caprese Michelangelo, Castel Focognano, Castel San Niccolò, Castiglion Fibocchi, Cavriglia, Chitignano, Chiusi della Verna, Civitella in Val di Chiana, Laterina, Monte San Savino, Montemignaio, Monterchi, Montevarchi, Ortignano Raggiolo, Pergine Valdarno, Pieve Santo Stefano, Poppi, Pratovecchio Stia, San Giovanni Valdarno, Sansepolcro, Sestino, Subbiano, Talla und Terranuova Bracciolini).
Vor der Wahl 2018 wurden die Gemeinden Laterina und Pergine Valdarno abgeschafft und die Gemeinde Laterina Pergine Valdarno gegründet.

### Wahlergebnisse

#### Parlamentswahl 2018
| Kandidaten               | Kandidaten                      | Stimmen | %    | Listen                                      | Stimmen | %    |
| ------------------------ | ------------------------------- | ------- | ---- | ------------------------------------------- | ------- | ---- |
|                          | Felice Maurizio D’Ettoregewählt | 56.196  | 35,1 | Lega                                        | 30.064  | 18,8 |
| Forza Italia             | Felice Maurizio D’Ettoregewählt | 56.196  | 35,1 | 17.729                                      | 11,1    |      |
| Fratelli d’Italia        | Felice Maurizio D’Ettoregewählt | 56.196  | 35,1 | 7.052                                       | 4,4     |      |
| Noi con l’Italia – UDC   | Felice Maurizio D’Ettoregewählt | 56.196  | 35,1 | 1.351                                       | 0,8     |      |
|                          | Marco Donati                    | 51.032  | 31,9 | Partito Democratico                         | 45.335  | 28,3 |
| +Europa                  | Marco Donati                    | 51.032  | 31,9 | 4.303                                       | 2,7     |      |
| Italia Europa Insieme    | Marco Donati                    | 51.032  | 31,9 | 877                                         | 0,5     |      |
| Civica Popolare          | Marco Donati                    | 51.032  | 31,9 | 517                                         | 0,3     |      |
|                          | Lucio Bianchi                   | 39.781  | 24,9 | Movimento 5 Stelle                          | 39.781  | 24,9 |
|                          | Ivano Ferri                     | 5.176   | 3,2  | Liberi e Uguali                             | 5.176   | 3,2  |
|                          | Silvia Neri                     | 2.006   | 1,3  | CasaPound Italia                            | 2.006   | 1,3  |
|                          | Salvatore Catello               | 1.760   | 1,1  | Partito Comunista                           | 1.760   | 1,1  |
|                          | Mauro Meschini                  | 1.751   | 1,1  | Potere al Popolo!                           | 1.751   | 1,1  |
|                          | Annalisa Cappelletti            | 1.193   | 0,7  | Il Popolo della Famiglia                    | 1.193   | 0,7  |
|                          | Vincenzo Ziccardi               | 682     | 0,4  | Italia agli Italiani (FT – FN)              | 682     | 0,4  |
|                          | Giuseppe Mazzoli                | 383     | 0,2  | Per una Sinistra Rivoluzionaria (SCR – PCL) | 383     | 0,2  |
| Gesamt                   | Gesamt                          | 159.960 | 100  |                                             | 159.960 | 100  |
|                          |                                 |         |      |                                             |         |      |
| Ungültige Stimmen        | Ungültige Stimmen               | 5.383   | 3,3  |                                             |         |      |
| Wähler                   | Wähler                          | 165.343 | 78,7 |                                             |         |      |
| Wahlberechtigte          | Wahlberechtigte                 | 210.152 |      |                                             |         |      |
|                          |                                 |         |      |                                             |         |      |
| Quelle: Innenministerium |                                 |         |      |                                             |         |      |

## Seit 2020

### Wahlkreisgebiet
| Wahlkreise – Camera dei deputati – Toskana | Wahlkreise – Camera dei deputati – Toskana | Wahlkreise – Camera dei deputati – Toskana                                                                 |
| Provinz                                    | Provinz                                    | Gemeinden nach Provinzen ⮞ Wahlkreis                                                                       |
| ------------------------------------------ | ------------------------------------------ | --- |
|                                            | Metropolitanstadt Florenz (41 Gemeinden)   | 1 ⮞ Wahlkreis Florenz 28 ⮞ Wahlkreis Scandicci 9 ⮞ Wahlkreis Prato 2 ⮞ Wahlkreis Arezzo 1 ⮞ Wahlkreis Pisa |
|                                            | Provinz Arezzo (36 Gemeinden)              | alle ⮞ Wahlkreis Arezzo                                                                                    |
|                                            | Provinz Grosseto (28 Gemeinden)            | alle ⮞ Wahlkreis Grosseto                                                                                  |
|                                            | Provinz Livorno (19 Gemeinden)             | alle ⮞ Wahlkreis Livorno                                                                                   |
|                                            | Provinz Lucca (33 Gemeinden)               | 26 ⮞ Wahlkreis Lucca 7 ⮞ Wahlkreis Massa                                                                   |
|                                            | Provinz Massa-Carrara (17 Gemeinden)       | alle ⮞ Wahlkreis Massa                                                                                     |
|                                            | Provinz Pisa (37 Gemeinden)                | alle ⮞ Wahlkreis Pisa                                                                                      |
|                                            | Provinz Pistoia (20 Gemeinden)             | 13 ⮞ Wahlkreis Lucca 7 ⮞ Wahlkreis Prato                                                                   |
|                                            | Provinz Prato (7 Gemeinden)                | alle ⮞ Wahlkreis Prato                                                                                     |
|                                            | Provinz Siena (35 Gemeinden)               | alle ⮞ Wahlkreis Grosseto                                                                                  |

Der Wahlkreis umfasst 38 Gemeinden:
- alle 36 Gemeinden der Provinz Arezzo;
- 2 Gemeinden der Metropolitanstadt Florenz (Figline e Incisa Valdarno und Reggello).

### Wahlergebnisse

#### Parlamentswahl 2022
| Kandidaten                          | Kandidaten            | Stimmen | %    | Listen                                                  | Stimmen | %    |
| ----------------------------------- | --------------------- | ------- | ---- | ------------------------------------------------------- | ------- | ---- |
|                                     | Tiziana Nisinigewählt | 83.543  | 42,9 | Fratelli d’Italia                                       | 54.960  | 28,2 |
| Lega per Salvini Premier            | Tiziana Nisinigewählt | 83.543  | 42,9 | 14.734                                                  | 7,6     |      |
| Forza Italia                        | Tiziana Nisinigewählt | 83.543  | 42,9 | 12.034                                                  | 6,2     |      |
| Noi Moderati                        | Tiziana Nisinigewählt | 83.543  | 42,9 | 1.815                                                   | 0,9     |      |
|                                     | Vincenzo Ceccarelli   | 64.643  | 33,2 | Partito Democratico – Italia Democratica e Progressista | 50.985  | 26,2 |
| Alleanza Verdi e Sinistra           | Vincenzo Ceccarelli   | 64.643  | 33,2 | 7.510                                                   | 3,9     |      |
| +Europa                             | Vincenzo Ceccarelli   | 64.643  | 33,2 | 5.311                                                   | 2,7     |      |
| Impegno Civico – Centro Democratico | Vincenzo Ceccarelli   | 64.643  | 33,2 | 837                                                     | 0,4     |      |
|                                     | Tommaso Pierazzi      | 19.932  | 10,2 | Movimento 5 Stelle                                      | 19.932  | 10,2 |
|                                     | Lucia Cherici         | 17.284  | 8,9  | Azione – Italia Viva                                    | 17.284  | 8,9  |
|                                     | Cristiano Rossi       | 2.770   | 1,4  | Unione Popolare                                         | 2.770   | 1,4  |
|                                     | Rosalba Fanciulli     | 2.648   | 1,4  | Italia Sovrana e Popolare                               | 2.648   | 1,4  |
|                                     | Sandra Picchi         | 2.621   | 1,3  | Italexit per l’Italia                                   | 2.621   | 1,3  |
|                                     | Sabrina Mancini       | 1.272   | 0,7  | Vita                                                    | 1.272   | 0,7  |
| Gesamt                              | Gesamt                | 194.713 | 100  |                                                         | 194.713 | 100  |
|                                     |                       |         |      |                                                         |         |      |
| Ungültige Stimmen                   | Ungültige Stimmen     | 9.565   | 4,7  |                                                         |         |      |
| Wähler                              | Wähler                | 204.278 | 70,6 |                                                         |         |      |
| Wahlberechtigte                     | Wahlberechtigte       | 289.549 |      |                                                         |         |      |
|                                     |                       |         |      |                                                         |         |      |
| Quelle: Innenministerium            |                       |         |      |                                                         |         |      |